# Liubomir Miletich
Lyubomir Georgiev Miletich (en búlgaro: Любомир Георгиев Милетич; Štip, 1 de enero de 1863 - Sofía, 1 de junio de 1937) fue uno de los científicos búlgaros más destacados en la esfera de la lingüística, la etnografía, la dialectología y la historia. 

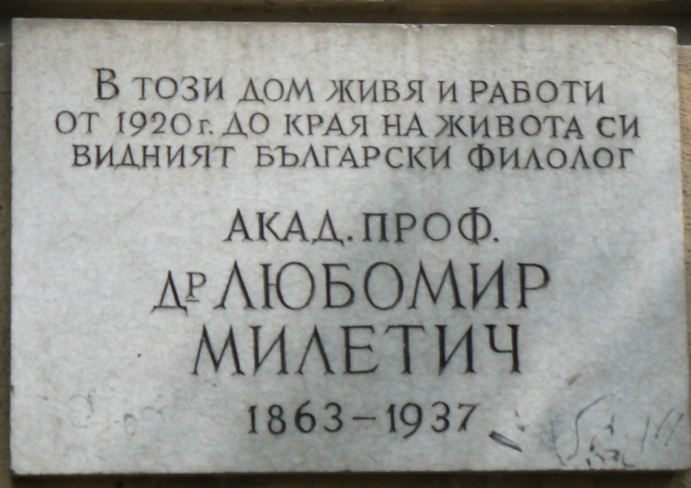
Placa conmemorativa en la casa donde Miletich vivió en Sofía.

Escribió muchos estudios en estas áreas científicas y publicó materiales  preciosos para la lingüística, para la historia y para otras ciencias. 
Autor de la "Gramática de la lengua antigua de los Búlgaros"; "Viajes viejos por Bulgaria"; "Los Daco-Romanos y su escritura eslavónica"; "Historia de la propaganda católica búlgara"; "El pueblo búlgaro antiguo en el noreste de Bulgaria"; "El hablar de los búlgaros del Este"; "El Movimiento insurgente en el sudoeste de Macedonia hasta 1904";  "Los escritos y el lenguaje de los búlgaros de Banat"; "La propiedad sobre la tierra y la herencia de los militares en tiempo de los turcos"; "Historia de la Autonomía de Gyumyurdzhina";  "Damaskin de Koprivshtitsa"; "Monumento Búlgaro nuevo del siglo XVII", "La Ruina o El genocidio de los Búlgaros de la región de Tracia en 1913" y muchas obras más.
El académico Liubomir Miletich nació el primero de enero de 1863 en la ciudad de Shtip (Štip), uno de los centros del renacimiento búlgaro en Macedonia y murió el primero de junio de 1937. 
Termina su secundaria en Zagreb en la Escuela de Educación Clásica en 1882. Estudió Filología eslava en Zagreb (Universidad de Zagreb)  y en la Universidad de Praga.  Participó en la fundación de la Universidad de Sofía en 1888. Obtuvo el título de Doctor en Filología y Filología Eslava en julio de 1889 en la Universidad de Zagreb y fue Decano de la Facultad de Historia y Filología en 1903-04; en 1900-01 y en 1921-22 fue Rector de la Universidad de Zagreb. 
Desde 1898, Miletich fue miembro de la Academia Búlgara de las Ciencias, y fue su presidente desde 1926 hasta su muerte. De la misma manera fue presidente del Instituto Científico de Macedonia desde 1927 hasta su muerte.
Miletich fue doctor honoris causa de la Universidad de Kharki, fue también miembro correspondiente de la Academia de Ciencias de Rusia, así como de la Sociedad Rusa de Historia, de la Academia Polaca de Estudios, La Academia de Ciencias Eslavas del Sur, La Academia de Ciencias Checa, La Sociedad Científica Checa y La Sociedad Etnográfica Checa, la Sociedad Etnográfica Húngara y del Instituto Arqueológico Ruso.